# 岡本浩一 (心理学者)
岡本 浩一（おかもと こういち、1955年6月17日 - ）は、日本の心理学者、文筆家、東洋英和女学院大学教授。

## 略歴
大阪府生まれ。1980年東京大学文学部社会心理学科卒、1985年同大学院社会学研究科第一種博士課程満期退学、1990年「認知形成的観点による独自性欲求の研究」で社会学博士。
東洋英和女学院大学人間科学部助教授、教授。茶名・宗心。勉強、英語、茶道などについて多数の著書がある。

## 著書
- 『社会心理学ショート・ショート 実験でとく心の謎』新曜社 1986
- 『文献管理術with dBASE III』ブレーン出版 1988
- 『やせたい気持ちがあなたを太らせる やせるための心理学』光文社 (カッパ・ホームス) 1989
- 『心の体操 元気が出る心理学パズル』光文社 (カッパ・ホームス) 1990
- 『やせたい気持ちの心理学 メンタル・ダイエットのすすめ』日本文化科学社 (日本選書)1990
- 『謎解き心理学 心に関する77の不思議』ベストセラーズ (ワニ文庫)1990
- 『謎解き心理学』2-3 ベストセラーズ (ワニ文庫) 1991
- 『ユニークさの社会心理学 認知形成的アプローチと独自性欲求テスト』川島書店 1991
- 『人生の選択 心理学ゲーム あなたならどうする?』ベストセラーズ (ワニ文庫)1992
- 『リスク心理学入門 ヒューマン・エラーとリスク・イメージ』サイエンス社 1992
- 『日本人のyesはなぜnoか? 社会心理学者がみたこの国の不思議』PHP研究所 1993
- 『子どもの悩みが見えますか 親と教師がよむ思いやりの技術』PHP研究所 1995
- 『二つの生きがい 複線型人生があなたを変える』PHP研究所 1997
- 『大学改革私論 研究と人事の停滞をいかに打破するか』新曜社 1998
- 『<能力主義>の心理学』1999 講談社現代新書
- 『心理学者の茶道発見 癒しと自己の探求』淡交社 1999
- 『無責任の構造 モラル・ハザードへの知的戦略』2001 PHP新書
- 『上達の法則 効率のよい努力を科学する』2002 (PHP新書)
- 『最強の英語上達法』2002 (PHP新書)
- 『もっと話せる絶対英語力!』2002 角川oneテーマ21
- 『スランプ克服の法則』2004 (PHP新書)
- 『わが子を「勉強好き」にする技術』幻冬舎 2004 「「塾いらず」でわが子の学力を伸ばす法」PHP文庫
- 『権威主義の正体』2005 (PHP新書)
- 『「上達の型」を身につける 能力アップの実践心理学』ライオン社 2006
- 『茶道を深める 茶道心講』淡交社 2008
- 『ナンバー2が会社をダメにする 「組織風土」の変革』2008 (PHP新書)
- 『茶道に憧れる 茶道心講 2』淡交社 2011
- 『一億人の茶道教養講座』淡交社 (淡交新書)2013
- 『一億人の茶道講座心を耕す』淡交社(淡交新書)2015
- 『会議を制する心理学』2016 中公新書ラクレ
- 『心理学者の茶道発見』淡交社 (淡交新書)2017

### 共編著
- 『十一人の棋風 ロールシャッハとMDSによる棋士の心理分析』橋口英俊共著 ブレーン出版 1989
- 『心理学 心のはたらきを知る』梅本尭夫,大山正共著 サイエンス社 (コンパクト新心理学ライブラリ) 1999
  - 『心理学 心のはたらきを知る』梅本堯夫, 大山正,高橋雅延共著 サイエンス社 (コンパクト新心理学ライブラリ) 2014
- 『リスク・マネジメントの心理学 事故・事件から学ぶ』今野裕之共編著 新曜社 2003
- 『JCO事故後の原子力世論』宮本聡介共編 ナカニシヤ出版 2004
- 『属人思考の心理学 組織風土改善の社会技術』鎌田晶子共著 新曜社(組織の社会技術 2006
- 『職業的使命感のマネジメント ノブレス・オブリジェの社会技術』堀洋元, 鎌田晶子,下村英雄共著 新曜社(組織の社会技術) 2006
- 『組織健全化のための社会心理学 違反・事故・不祥事を防ぐ社会技術』今野裕之共著 新曜社 (組織の社会技術) 2006
- 『内部告発のマネジメント コンプライアンスの社会技術』王晋民, 本多-ハワード素子共著 新曜社 (組織の社会技術) 2006
- 『会議の科学 健全な決裁のための社会技術』足立にれか,石川正純共著 新曜社 (組織の社会技術) 2006
- 『茶室手づくりハンドブック はじめての茶の湯空間』飯島照仁共著 淡交社 2010
- 『グローバリゼーションとリスク社会』パトリシア・スイッペル共編 春風社(東洋英和女学院大学社会科学研究叢書) 2014
- 『新時代のやさしいトラウマ治療 NLP、マインドフルネス・トレーニング、EFT、EMDR、動作法への招待』角藤比呂志共編 春風社 (東洋英和女学院大学社会科学研究叢書) 2017

### 翻訳
- デヴィッド・G・マイヤーズ『直観を科学する その見えざるメカニズム』麗澤大学出版会 2012

## 論文
- <岡本浩一